# Na (kana)
な in hiragana o ナ in katakana è un kana giapponese e rappresenta una mora. La sua pronuncia è [na].
| Forma                    | Rōmaji      | Hiragana        | Katakana        |
| ------------------------ | ----------- | --------------- | --------------- |
| Normale n- (な行 na-gyō) | na          | な              | ナ              |
| Normale n- (な行 na-gyō) | naa nā, nah | なあ, なぁ なー | ナア, ナァ ナー |

## Scrittura

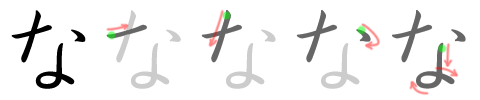
Stile di scrittura di な

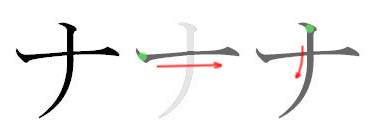
Stile di scrittura di ナ